# Giulio Camillo
Giulio Camillo, dit Delminio, né dans le Frioul vers 1480, mort à Milan le 15 mai 1544, est un humaniste italien de la Renaissance.

## Biographie
Il est sans doute né à Portogruaro, d'un père originaire de Delminium, c'est-à-dire Tomislavgrad, l'ancienne capitale de la Dalmatie. Il semble que son vrai prénom était Bernardino. Il fit ses études à Venise, puis à l'Université de Padoue.
Il se mêla jeune aux milieux humanistes. En 1508, il logeait apparemment chez Andrea Torresani, le beau-père et associé d'Alde Manuce : Érasme, qui fut cette année-là, pendant huit mois, l'hôte de la maison, rapporte qu'il partagea plusieurs fois le même lit que Camillo, et aussi que Jérôme Aléandre. L'humaniste hollandais le vit aussi à Rome, où il se trouvait dans le premier semestre de 1509 : il y était orateur auprès de Tommaso Inghirami. À Pordenone, il fut membre de l'Accademia Liviana, fondée par Bartolomeo Liviano d'Alviano et son fils Livio après leur prise de possession de la ville le 15 juillet 1508. Dans les années 1510, il fut maître d'éloquence à San Vito al Tagliamento et maître d'humanités à Udine, où il eut pour élève Cornelio Frangipane l'Ancien (1508-1588).
Le 16 juin 1519, il assistait à Rome, dans la salle du Capitole, au fameux réquisitoire que prononça Celso Mellini contre Christophe de Longueil devant le pape Léon X et les cardinaux. Il put y rencontrer notamment Gilles de Viterbe. Il était d'autre part lié au Vénitien Pietro Bembo, secrétaire du pape, avec lequel il entretenait une correspondance.
Il développa dès ces années un projet très curieux, inspiré de l'« art de mémoire » de la rhétorique ancienne, mais aussi de théories d'origine hermétique ou cabbalistique : construire sous la forme d'un théâtre en bois, pour un spectateur, une sorte de projection de l'esprit humain (« mens et animus fabrefactus »), un ensemble de « lieux » peints auxquels l'utilisateur devait associer des images issues de la culture classique, outil mnémotechnique pouvant servir à la formation du parfait orateur et savant.
Entre 1521 et 1525, il enseigna à Bologne (bien que ne figurant pas sur les rôles de l'université). En septembre 1524, il rencontra à Padoue Romolo Quirino Amaseo et le poète Marcantonio Flaminio. Pendant l'été 1525, il était avec ce dernier et Sebastiano Delio l'hôte à Gênes du riche Stefano Sauli. C'est pendant ce séjour qu'il aurait finalisé son idée de « théâtre de la mémoire ». Dans les années 1528 et 1529, il se partagea entre Venise et le Frioul.
Il décida alors de partir pour la France et de présenter son projet au roi François Ier, grand mécène et admirateur de tout ce qui venait d'Italie. Le 18 mai 1530, en compagnie de Girolamo Muzio, il se joignit à Modène à la suite du comte Claudio Rangoni (1507-1537), qui partait se mettre au service du roi de France. La troupe se rendit d'abord à Saint-Jean-de-Luz, où se trouvait la cour pour accueillir les deux fils aînés du roi, François et Henri, retenus en otages à Madrid depuis 1526, et Éléonore de Habsbourg qui devait épouser le roi. Camillo et Muzio logèrent ensemble dans une cabane de berger. Ensuite il suivirent la cour jusqu'à Paris.
Par l'entremise du cardinal de Lorraine et du duc de Montmorency, grand maître de France, Camillo obtint deux entrevues successives avec le roi, relatées par un Girolamo Muzio admiratif. Il présenta son projet au souverain et lui promit de le rendre, aussi bien en grec et qu'en latin, l'égal des plus grands orateurs et poètes de l'Antiquité, en y employant seulement une heure par jour pendant une brève période. Il demandait 2 000 écus d'or par an, il en obtint 600 pour retourner à Venise, construire son théâtre et l'apporter à Paris en en réservant l'exclusivité au roi de France.
C'est pendant ce premier séjour à Paris qu'il intervint dans la querelle entre humanistes ouverte par la publication en 1528 du Ciceronianus d'Érasme : il y répondit par son Trattato della imitatione, qui circula en manuscrits et ne fut imprimé qu'après sa mort. Cet ouvrage fut diffusé en même temps que le premier discours Contre Érasme de Jules César Scaliger, pamphlet anonyme très virulent, si bien que l'humaniste hollandais crut que les deux textes étaient de Camillo. Il riposta en 1531 par une satire féroce, Opulentia sordida, où il rappelait l'époque de cohabitation chez Andrea Torresani. Il pensait que ses deux compagnons de chambre d'alors, Aléandre et Camillo, étaient devenus ses implacables adversaires.
Camillo retourna donc à Venise. En mai 1532, Viglius Zuichem, un proche d'Érasme, alors à Padoue, lui rendit visite et put voir le fameux théâtre en construction. Camillo y avait déjà dépensé 1 500 ducats. Selon Viglius, il était toqué de son projet, et l'humaniste vénitien Battista Egnazio se moquait de lui et de son théâtre dans toute la ville. Dans des lettres à Pierre l'Arétin datées de l'été 1532, Camillo déclare être encore en Italie à cause de Titien, au détriment de ses propres intérêts. Il repartit pour la France en mai 1533, en emportant semble-t-il son théâtre avec lui, on ne sait trop dans quelles conditions.
Le 23 juin 1533, à Lyon, il reçut de François Ier un mandat de 500 écus d'or (1 125 livres tournois) « en don en faveur de plusieurs sciences utilles et prouffitables qu'il doibt faire entendre au Roy ». En août, il écrivait depuis Paris, où on attendait le retour du roi, descendu en Provence. En 1534, il perçut deux fois la somme de 675 livres tournois, le 18 mars et le 5 août, car le roi « lui a ordonné faire residence » à Paris pour pouvoir « entendre à l'instruction et estude de plusieurs sciences esquelles il est très expert ».
À Paris, il avait plusieurs grands amis, notamment Jacques Colin, abbé de Saint-Ambroix, Benedetto Tagliacarne, précepteur du duc d'Angoulême et évêque de Grasse, et Jean Sturm, qui traduisit pour lui (car il n'était pas helléniste) le Sur la couronne de Démosthène et s'intéressa beaucoup à son projet. Mais d'autres, comme Étienne Dolet, étaient très hostiles : Dolet avait connu Camillo à Venise, où il avait été secrétaire de l'ambassadeur Jean de Langeac et avait suivi les leçons de Battista Egnazio, et il ne cachait pas qu'il le considérait comme un charlatan. Pour répondre aux critiques suscitées par la faveur royale éclatante dont il jouissait, Camillo fit circuler au début de 1534 un texte manuscrit intitulé Pro suo de eloquentia theatro ad Gallos oratio (qui ne fut imprimé qu'en 1587 à Venise).
Un épisode curieux est rapporté par Giuseppe Betussi dans son dialogue Il Raverta : alors qu'ils étaient tout un groupe à visiter une ménagerie à Paris (dont le cardinal de Lorraine), un lion s'échappa de sa cage ; aussitôt tout le monde s'enfuit, sauf Camillo qui était obèse et aurait eu bien du mal à courir ; au grand étonnement de tous, on vit le lion tourner autour de lui, puis se frotter à lui comme un chat, sans lui faire aucun mal. Camillo fut regardé comme placé astralement sous la protection du soleil, et il inséra l'épisode dans son Idea del Theatro, comme symbole hermétique de la mansuétude de l'animal solaire en présence du mage.
En octobre 1534, Camillo partit pour Rome dans la suite du cardinal de Lorraine (Clément VII étant mort). Il assista à l'intronisation du nouveau pape Paul III le 3 novembre, puis il se rendit à Venise. Il n'y resta pas longtemps, car il était de retour en France le 5 mai 1535, écrivant ce jour-là une lettre depuis Rouen. Au début de 1536, il retourna encore en Italie avec le cardinal de Lorraine et il y resta toute cette année, allant notamment présenter son idée à la cour du duc Hercule d'Este à Ferrare, où on organisa un banquet de savants pour qu'il s'explique. Mais il n'obtint rien et regagna la France, où sa faveur déclinait. Au début de 1538, il était rentré en Italie. Il semble ensuite être passé d'une ville à l'autre (Milan, Pavie), désargenté et cherchant fortune. En 1542, il fit un séjour prolongé à Genève, suscitant la méfiance de Jean Calvin.
Finalement, en octobre 1543, son ami Girolamo Muzio eut l'occasion de parler de lui devant Alfonso de Ávalos, marquis del Vasto, gouverneur de Milan, et celui-ci se déclara intéressé d'apprendre le secret du fameux théâtre. Camillo rencontra le marquis à Vigevano en janvier 1544. Il lui exposa la théorie de son théâtre dans des entretiens qui s'étalèrent sur sept jours, et convainquit rapidement son nouveau mécène, qui, avant même la fin des colloques, lui accorda 400 écus de rente, et 500 supplémentaires pour un voyage qu'il devait faire à Venise. Il partit alors pour Milan avec Muzio, et là, obéissant à une requête du marquis, il dicta à son ami, sur une semaine, le texte intitulé Idea del Theatro, seul témoignage qui soit conservé de sa grande idée. Ensuite il fit un dernier voyage à Venise et dans le Frioul, était de retour à Milan en mars, et y mourut brusquement le 15 mai.

## Œuvres
À la mort de Giulio Camillo, tous ses textes restaient manuscrits, diffusés ou non dans le public. Il y en eut de nombreuses éditions dans les décennies suivantes :
- Une édition publiée à Venise en 1544 contenait : Trattato della imitatione et Trattato delle materie che possono venire sotto lo stile dell'eloquente.
- Un volume paru à Venise en 1545 contenait : Due orationi al re christianissimo (adressés à François Ier).
- Le Texte Idea del Theatro fit l'objet de deux éditions, à Venise et à Florence, la même année 1550.
- En 1552 parut à Venise, chez Gabriele Giolito de' Ferrari, un volume intitulé faussement Tutte le opere, contenant : Discorso in materia del suo theatro, Lettera del rivolgimento dell'huomo a Dio, Idea del Theatro, Due trattati delle materie e della imitatione, Due orationi, Rime (ce dernier titre désignant 21 sonnets et une ode).
- En 1560, une autre édition chez le même imprimeur comprenait deux tomes, le premier contenant les mêmes textes plus 11 sonnets, une ode, sept lettres, et un traité De' verbi semplici, et le second : Topica, Discorso sopra Hermogene, Espositione sopra al primo e secondo sonetto del Petrarca, Grammatica, et deux lettres.
- En 1587 parut à Venise un volume contenant : Pro suo de eloquentia theatro ad Gallos oratio, et Ad Petrum Bembum carmen (poème en 81 hexamètres).

Il faut y ajouter des annotations sur l'œuvre poétique de Pétrarque figurant dans des éditions de cet auteur (et un volume intitulé Annotationi di M. Giulio Camillo sopra le Rime del Petrarca publié par Gabriele Giolito de' Ferrari).

## Le théâtre de Camillo
Pour autant qu'il ait été entièrement réalisé, il s'agissait d'une construction en bois qui était plus exactement un amphithéâtre, inspirée de l'architecture de Vitruve, avec sept gradins divisés chacun en sept sections, définissant quarante-neuf « lieux » à chacun desquels était associée une figure symbolique empruntée à la mythologie, à la cabbale ou à l'hermétisme. Le spectateur se tenait au centre sur une scène. L'ensemble était donc organisé en une sorte de grammaire visuelle où chaque concept était censé se décomposer en une série d'images, avec un système de correspondances à interpréter à la fois comme outil mnémotechnique et comme renvoyant aux théories hermétiques et cabbalistiques en vogue à l'époque.

## Éditions récentes
- Bernard Weinberg (éd.), Trattati di poetica e retorica del Cinquecento, t. I, Bari, Laterza, 1970 (p. 159-185 : Trattato della imitatione ; p. 318-356 : Trattato delle materie ; p. 357-407 : Topica).
- Giulio Camillo, Le Théâtre de la mémoire, traduction française d'Eva Cantavenera et Bertrand Schefer, Éditions Allia, 2001.